# Tschechische Billie-Jean-King-Cup-Mannschaft
|                                                 |
| Teilnahmen der tschechischen Fed-Cup-Mannschaft |

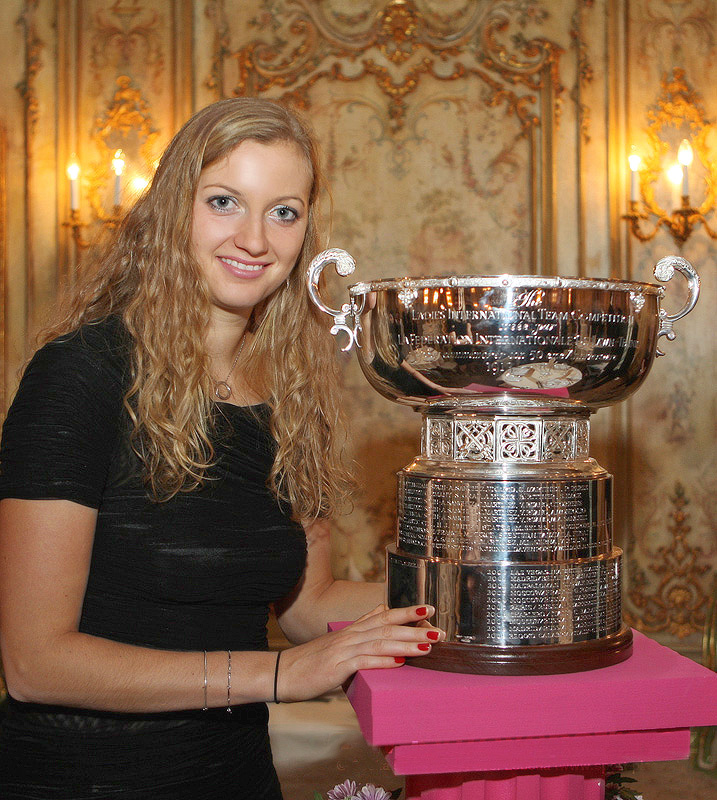
Petra Kvitová 2011 mit dem Pokal

Die tschechische Billie-Jean-King-Cup-Mannschaft ist die Tennisnationalmannschaft Tschechiens, die im Billie Jean King Cup eingesetzt wird. Der Billie Jean King Cup (bis 1995 Federation Cup, 1996 bis 2020 Fed Cup) ist der wichtigste Nationenwettbewerb im Damentennis, analog dem Davis Cup bei den Herren.

## Geschichte
Die Tschechoslowakei gewann den Billie Jean King Cup bislang fünf Mal. Tschechien nahm erstmals 1993 als eigenständige Nation an diesem Nationenvergleich teil. 2011 gelang der erste Billie-Jean-King-Cup-Sieg, 2012 wurde der Titel verteidigt. Am 9. November 2014 gewann das tschechische Team erneut den Pokal; im Finale besiegte es in Prag Deutschland mit 3:1. 2015 gelang gegen Russland die Titelverteidigung, ebenso 2016 gegen Frankreich. Ein weiterer Titelgewinn folgte 2018 gegen die Vereinigten Staaten.
Erfolgreichste Spielerin ist Helena Suková, die in 13 Jahren insgesamt 73 Partien für die Tschechoslowakei bestritt. Von ihren 56 Einzeln konnte sie 45 für sich entscheiden. Sieben ihrer 12 siegreichen Doppelpartien gewann sie an der Seite von Hana Mandlíková, der mit 15 Siegen erfolgreichsten tschechischen Fed-Cup-Spielerin im Doppel.

## Teamchefs (unvollständig)
- Jan Kukal
- Jiri Medonos
- Petr Pála

## Spielerinnen der Mannschaft (unvollständig)
(Stand: 11. Februar 2018)
| Spielerinnen        | Einsätze | Einsätze | Einsätze   |
| Spielerinnen        | erster   | letzter  | Bilanz S/N |
| ------------------- | -------- | -------- | ---------- |
| Denisa Allertová    | 2015     | 2015     | 1:0        |
| Iveta Benešová      | 2002     | 2012     | 11:12      |
| Andrea Hlaváčková   | 2012     | 2014     | 4:2        |
| Lucie Hradecká      | 2010     | 2016     | 7:5        |
| Klára Koukalová     | 2002     | 2014     | 10:5       |
| Petra Kvitová       | 2007     | 2018     | 28:11      |
| Hana Mandlíková     | 1978     | 1987     | 49:12      |
| Jana Novotná        | 1987     | 1998     | 33:12      |
| Květa Peschke       | 1998     | 2011     | 16:15      |
| Karolína Plíšková   | 2015     | 2017     | 13:3       |
| Kristýna Plíšková   | 2017     | 2017     | 0:1        |
| Lucie Šafářová      | 2004     | 2018     | 13:15      |
| Kateřina Siniaková  | 2017     | 2017     | 1:3        |
| Tereza Smitková     | 2015     | 2015     | 1:0        |
| Barbora Strýcová    | 2002     | 2018     | 20:11      |
| Helena Suková       | 1981     | 1996     | 57:16      |
| Markéta Vondroušová | 2017     | 2017     | 1:1        |